# Shorttrack op de Olympische Winterspelen 2014 - 1500 meter vrouwen
De 1500 meter voor vrouwen tijdens de Olympische Winterspelen 2014 vond plaats op 15 februari 2014 in het IJsberg Schaatspaleis in Sotsji. Regerend olympisch kampioene was de Chinese Zhou Yang die haar titel met succes wist te verdedigen.

## Tijdschema
| Datum       | Lokale tijd | MET   | Ronde         |
| ----------- | ----------- | ----- | ------------- |
| 15 februari | 14:00       | 11:00 | Series        |
| 15 februari | 15:12       | 12:12 | Halve finales |
| 15 februari | 16:06       | 13:06 | Finale        |

## Uitslag

### Heats
Heat 1
| # | Naam                | Land | Tijd     | Opm. |
| - | ------------------- | ---- | -------- | ---- |
| 1 | Shim Suk-hee        | KOR  | 2:24.765 | Q    |
| 2 | Marie-Ève Drolet    | CAN  | 2:24.859 | Q    |
| 3 | Anna Seidel         | GER  | 2:25.700 | Q    |
| 4 | Martina Valcepina   | ITA  | 2:27.212 |      |
| 5 | Véronique Pierron   | FRA  | 2:55.658 | ADV  |
| - | Valerija Potjomkina | RUS  |          | PEN  |

Heat 2
| # | Naam            | Land | Tijd     | Opm. |
| - | --------------- | ---- | -------- | ---- |
| 1 | Arianna Fontana | ITA  | 2:29.645 | Q    |
| 2 | Olga Beljakova  | RUS  | 2:29.880 | Q    |
| 3 | Ayuko Ito       | JPN  | 2:30.354 | Q    |
| 4 | Inna Simonova   | KAZ  | 2:30.499 |      |
| 5 | Tatiana Bodova  | SVK  | 2:31.788 |      |
| - | Elise Christie  | GBR  |          | DNF  |

Heat 3
| # | Naam                | Land | Tijd     | Opm. |
| - | ------------------- | ---- | -------- | ---- |
| 1 | Cho Ha-ri           | KOR  | 2:27.629 | Q    |
| 2 | Valérie Maltais     | CAN  | 2:27.721 | Q    |
| 3 | Li Jianrou          | CHN  | 2:27.758 | Q    |
| 4 | Alyson Dudek        | USA  | 2:27.899 |      |
| 5 | Charlotte Gilmartin | GBR  | 2:27.935 |      |
| 6 | Biba Sakurai        | JPN  | 2:28.127 |      |

Heat 4
| # | Naam             | Land | Tijd     | Opm. |
| - | ---------------- | ---- | -------- | ---- |
| 1 | Jorien ter Mors  | NED  | 2:21.626 | Q    |
| 2 | Bernadett Heidum | HUN  | 2:21.826 | Q    |
| 3 | Agnė Sereikaitė  | LTU  | 2:21.900 | Q    |
| 4 | Lucia Peretti    | ITA  | 2:22.953 |      |
| 5 | Deanna Lockett   | AUS  | 2:25.140 |      |
| 6 | Volha Talayeva   | BLR  | 2:27.817 |      |

Heat 5
| # | Naam               | Land | Tijd     | Opm. |
| - | ------------------ | ---- | -------- | ---- |
| 1 | Zhou Yang          | CHN  | 2:26.543 | Q    |
| 2 | Jessica Smith      | USA  | 2:26.703 | Q    |
| 3 | Yara van Kerkhof   | NED  | 2:26.809 | Q    |
| 4 | Marianne St-Gelais | CAN  | 2:27.071 |      |
| 5 | Yui Sakai          | JPN  | 2:27.198 |      |
| 6 | Kateřina Novotná   | CZE  | 2:27.232 |      |

Heat 6
| # | Naam                | Land | Tijd     | Opm. |
| - | ------------------- | ---- | -------- | ---- |
| 1 | Emily Scott         | USA  | 2:22.641 | Q    |
| 2 | Kim A-lang          | KOR  | 2:22.864 | Q    |
| 3 | Veronika Windisch   | AUT  | 2:23.042 | Q    |
| 4 | Liu Qiuhong         | CHN  | 2:24.640 |      |
| 5 | Zsófia Kónya        | HUN  | 2:55.523 |      |
| - | Tatjana Borodoelina | RUS  |          | DNF  |

### Halve finales
Heat 1
| # | Naam             | Land | Tijd     | Opm. |
| - | ---------------- | ---- | -------- | ---- |
| 1 | Zhou Yang        | CHN  | 2:18.825 | QA   |
| 2 | Shim Suk-hee     | KOR  | 2:18.966 | QA   |
| 3 | Marie-Ève Drolet | CAN  | 2:19.516 | QB   |
| 4 | Jessica Smith    | USA  | 2:20.259 | QB   |
| 5 | Yara van Kerkhof | NED  | 2:20.291 |      |
| 6 | Anna Seidel      | GER  | 2:20.405 |      |

Heat 2
| # | Naam              | Land | Tijd     | Opm. |
| - | ----------------- | ---- | -------- | ---- |
| 1 | Arianna Fontana   | ITA  | 2:19.336 | QA   |
| 2 | Jorien ter Mors   | NED  | 2:19.382 | QA   |
| 3 | Bernadett Heidum  | HUN  | 2:20.196 | QB   |
| 4 | Véronique Pierron | FRA  | 2:20.216 | QB   |
| 5 | Olga Beljakova    | RUS  | 2:20.391 |      |
| 6 | Agnė Sereikaitė   | LTU  | 2:20.398 |      |
| 7 | Ayuko Ito         | JPN  | 2:56.961 |      |

Heat 3
| # | Naam              | Land | Tijd     | Opm. |
| - | ----------------- | ---- | -------- | ---- |
| 1 | Li Jianrou        | CHN  | 2:22.866 | QA   |
| 2 | Kim A-lang        | KOR  | 2:22.928 | QA   |
| 3 | Valérie Maltais   | CAN  | 2:23.069 | QB   |
| 4 | Veronika Windisch | AUT  | 2:23.241 | QB   |
| 5 | Emily Scott       | USA  | 2:23.439 | ADV  |
| - | Cho Ha-ri         | KOR  |          | PEN  |

### Finales
A-Finale
| #      | Naam            | Land | Tijd     | Bijz. |
| ------ | --------------- | ---- | -------- | ----- |
| Goud   | Zhou Yang       | CHN  | 2:19.140 |       |
| Zilver | Shim Suk-hee    | KOR  | 2:19.239 |       |
| Brons  | Arianna Fontana | ITA  | 2:19.416 |       |
| 4      | Jorien ter Mors | NED  | 2:19.656 |       |
| 5      | Emily Scott     | USA  | 2:39.436 |       |
| -      | Li Jianrou      | CHN  |          | DNF   |
| -      | Kim A-lang      | KOR  |          | PEN   |

B-Finale
| #  | Naam              | Land | Tijd     | Bijz. |
| -- | ----------------- | ---- | -------- | ----- |
| 6  | Valérie Maltais   | CAN  | 2:24.711 |       |
| 7  | Jessica Smith     | USA  | 2:25.787 |       |
| 8  | Marie-Ève Drolet  | CAN  | 2:25.870 |       |
| 9  | Bernadett Heidum  | HUN  | 2:26.004 |       |
| 10 | Véronique Pierron | FRA  | 2:26.066 |       |
| 11 | Veronika Windisch | AUT  | 2:26.296 |       |

1. ↑  http://www.mediacourant.nl/2014/02/sotsji-voor-tweede-keer-boven-4-miljoen-grens/